# Clauzadea metzleri
Clauzadea metzleri är en lavart som först beskrevs av Körb., och fick sitt nu gällande namn av Clauzade & Cl. Roux ex D. Hawksw. Clauzadea metzleri ingår i släktet Clauzadea och familjen Lecideaceae.  Arten är reproducerande i Sverige. Inga underarter finns listade i Catalogue of Life.